# Križina (Trilj)
Križina, gradina u Vedrinama kod Trilja. S obližnjom rimskom cestom u kompletu čini arheološko nalazište i zaštićeno kulturno dobro

## Opis dobra
Nastala od 2. do 5. stoljeća. Arheološko nalazište nalazi se istočno od ceste Trilj – Kamensko, na položaju Gubavica u naselju Vedrine kod Trilja. Gradina Križina smještena je na krajnjem zapadnom izdanku brda imena Kosmaš. Na vrhu i zapadnoj padini brda sačuvana je prapovijesna gradina čiji je manji plato okružen visokim i širokim kamenim nasipom. Nasip je ostatak obrambenog suhozidnog bedema. U blizini se nalaze ostatci rimske ceste sa sačuvanim kolotracima (spurille).

## Zaštita
Pod oznakom Z-4636 zavedena je kao nepokretno kulturno dobro - pojedinačno, pravna statusa zaštićena kulturnog dobra, klasificirano kao "arheološka baština".